# Sidharth Malhotra
Sidharth Malhotra (Deli, 16 de Janeiro de 1985) é um ator de Bollywood e ex-modelo indiano. Malhotra começou uma carreira como modelo aos 18 anos de idade. Insatisfeito pela profissão, ele passou a trabalhar como assistente de direção de Karan Johar no filme My Name Is Khan, de 2010. Ele fez sua estréia de atuação com um papel de protagonista no filme de humor e drama Student of the Year de Johar (2012), pelo qual recebeu uma indicação ao Filmfare Award for Best Male Debut.
Malhotra atuou como um aspirante a empresário no drama de comédia, bem sucedido, Hasee Toh Phasee em 2014, logo após, ele estrelou como um criminoso endurecido no thriller romântico Ek Villain (2014) e um aspirante a autor no drama familiar Kapoor & Sons (2016). Os dois últimos classificam-se entre os filmes de maior bilheteria de Malhotra, com um total global de mais de US$ 16 milhões cada.

## Vida e carreira

### Início da vida e estréia no cinema

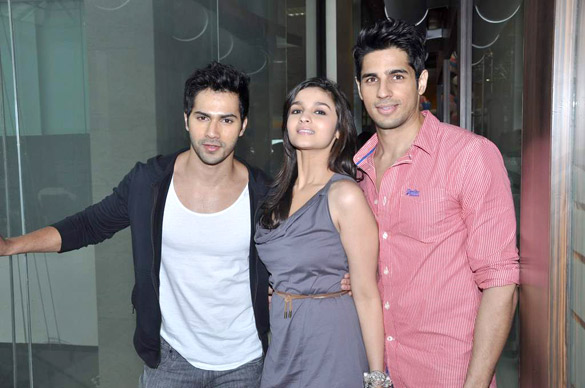
Malhotra com Varun Dhawan (esquerda) e Alia Bhatt (centro) promovendo Student of the Year em 2012.

Malhotra nasceu em Deli, em uma família Punjabi, filho de Sunil, um ex-capitão da Marinha Mercante e Rimma Malhotra, uma dona de casa.  Ele foi educado na Escola Don Bosco de Deli e Birla Vidya Niketan na Nova Deli, e mais tarde frequentou o Shaheed Bhagat Singh College.  Com a idade de 18 anos, Malhotra começou a trabalhar como modelo. Embora tenha sido bem sucedido, ele decidiu sair depois de quatro anos, porque ele estava insatisfeito com a profissão.
Interessado em prosseguir na carreira de ator, ele selecionado para um filme dirigido por Anubhav Sinha. No entanto, o filme foi arquivado, seguiu trabalhndo como assistente de direção para Karan Johar no filme de 2010 My Name Is Khan. Em 2012, Malhotra fez sua estréia na carreira com o Student of the Year de Johar ao lado de Varun Dhawan e Alia Bhatt. Ele atuou como Abhimanyu Singh, um estudante de bolsas de recursos financeiros limitados, que compete com seu rico e melhor amigo Rohan (interpretado por Dhawan) para ganhar um campeonato anual da escola. A crítica de cinema Rajeev Masand da CNN-IBN considerou o desempenho de Malhotra "sincero", acrescentando que ele tinha "uma presença agradável". Student of the Year foi um sucesso financeiro, recebendo US$ 11 milhões no mercado interno.
Malhotra foi acompanhado em seguida por Parineeti Chopra e Adah Sharma na comédia romântica Hasee Toh Phasee de 2014, que conta a história de amor de um cientista viciado de drogas e um empresário aspirante com falta de confiança. Mohar Basu da Koimoi descreveu sua performance era "restrita" e descreveu sua química com Chopra como "animada" e "sincera"; Saibal Chatterjee da NDTV elogiou sua presença na tela e comparou-a com o trabalho inicial de Amitabh Bachchan. O filme apresentou desempenho moderadamente bom na bilheteria, com receitas globais de US$ 9,7 milhões.

### Ek Villain e além (2014 - presente)
O segundo lançamento de Malhotra de 2014 foi o thriller romântico Ek Villain de Mohit Suri. Malhotra foi lançado como Guru, um criminoso endurecido cuja esposa terminal (interpretada por Shraddha Kapoor) é assassinada por um assassino em série (interpretado por Riteish Deshmukh). Shubhra Gupta de The Indian Express revisou: "Sidharth Malhotra é observável, mesmo que ele tenha dificuldade em fazer ameaça - ele parece tão bom e saudável o tempo todo, mesmo quando ele está esmagando ossos". O filme foi geralmente percebido como plagiado do filme coreano I Saw the Devil, embora Suri descartou as alegações. O filme finalmente surgiu como um grande sucesso comercial com receitas domésticas de mais de US$ 16 milhões. O desempenho da bilheteria do filme estabeleceu Malhotra como um dos mais bem sucedidos entre a nova geração de atores de Bollywood.

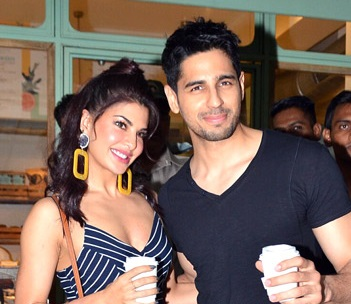
Malhotra com a co-estrela Jacqueline Fernandez em um evento promocional para A Gentleman, 2017.

Em 2015, Malhotra apareceu no remake do filme de Hollywood Warrior (2011), intitulado Brothers, dirigido por Karan Malhotra e co-estrelado por Akshay Kumar, Jacqueline Fernandez e Jackie Shroff. Apesar das altas expectativas dos analistas do mercado, o filme recebeu críticas negativas e subavaliado na bilheteria. No entanto, o seu próximo lançamento, o drama familiar Shakun Batra dirigido por Kapoor & Sons, provou ser um sucesso crítico e comercial. Apresentando um elenco, incluindo Rishi Kapoor, Ratna Pathak Shah, Rajat Kapoor, Fawad Khan, e Alia Bhatt, o filme conta a história de dois irmãos de contrastantes personalidades (Malhotra e Khan) que retornam para casa de sua família disfuncional após o seu avô sofrer uma parada cardíaca. Um crítico da India Today escreveu que Malhotra foi ofuscado por Khan no filme, embora Namrata Joshi, do The Hindu, escreveu que "ele possui sua própria presença sólida e olhares vulneráveis".
Em 2016, Malhotra estrelou como matemático que viaja no tempo, aprendendo o valor da vida familiar, na comédia romântica Baar Baar Dekho, co-estrelado por Katrina Kaif. Ele estrelou em A Gentleman de 2017 com Jacqueline Fernandez da dupla de diretores Raj Nidimoru e Krishna DK. Malhotra vai estrelar o remake de 2017 do misterioso filme de 1969 Ittefaq, com Sonakshi Sinha.

## Outros trabalhos
Além de atuar em filmes, Malhotra faz endosso de várias marcas e produtos, como Coca-Cola, Corneto e American Swan. Ele também faz trabalho de caridade. Em 2013, Malhotra realizou um evento ao lado de Varun Dhawan, Alia Bhatt, Aditya Roy Kapur, Shraddha Kapoor e Huma Qureshi para arrecadar fundos para as vítimas afetadas pela inundação de Uttarakhand. Ele colaborou com a PETA para uma campanha para criar consciência sobre cachorros. Em agosto de 2016, ele atuou em várias cidades dos EUA como parte da turnê "Dream Team 2016", também apresentando outros atores Alia Bhatt, Varun Dhawan, Katrina Kaif, Parineeti Chopra e Aditya Roy Kapur, bem como o cineasta Karan Johar e o rapper Badshah.

## Filmografia

### Cinema
| Ano  | Título              | Papel                             | Notas                                        |
| ---- | ------------------- | --------------------------------- | -------------------------------------------- |
| 2012 | Student of the Year | Abhimanyu Singh                   | Estreia como ator                            |
| 2014 | Hasee Toh Phasee    | Nikhil Bharadwaj                  |                                              |
| 2014 | Ek Villain          | Guru Pratap Singh / Dipu          |                                              |
| 2015 | Brothers            | Monty Fernandez                   |                                              |
| 2016 | Kapoor & Sons       | Arjun Kapoor                      |                                              |
| 2016 | Baar Baar Dekho     | Jai Varma                         |                                              |
| 2017 | A Gentleman         | Gaurav/Rishi                      | Estreia como cantor com "Bandook Meri Laila" |
| 2017 | Ittefaq             | Vikram Sethi                      |                                              |
| 2018 | Aiyaary             | Jai Bakshi                        |                                              |
| 2019 | Jabariya Jodi       | Abhay Singh                       |                                              |
| 2019 | Marjaavaan          | Raghu                             |                                              |
| 2021 | Shershaah           | Capt. Vikram Batra / Vishal Batra |                                              |
| 2022 | Thank God           | Ayaan Kapoor                      |                                              |
| 2023 | Mission Majnu       | Amandeep Singh                    |                                              |
| 2024 | Yodha               | Arun Katyal                       |                                              |

### Trabalhos nos batidores
| Ano  | Título          | Função             |
| ---- | --------------- | ------------------ |
| 2010 | My Name Is Khan | Diretor assistente |

### TV
| Ano  | Título                | Papel       | Notas                                                           |
| ---- | --------------------- | ----------- | --------------------------------------------------------------- |
| 2014 | Kumkum Bhagya         | Ele mesmo   | Participação no capítulo 48.                                    |
| 2014 | Yeh Hai Mohabbatein   | Ele mesmo   | Participação no capítulo 1166.                                  |
| 2014 | CID                   | Ele mesmo   | Participação no capítulo 1094 intitulado Ek Villain.            |
| 2019 | Kasautii Zindagii Kay | Abhay Singh | Participação no capítulo 225 intitulado Jabariya Jodi is Here!. |
| 2024 | Indian Police Force   | Kabir Malik | Personagem principal.                                           |

### Videos musicais
| Ano  | Título             | Cantores      |
| ---- | ------------------ | ------------- |
| 2019 | Thodi Jagah        | Arijit Singh  |
| 2020 | Muskurayega India  | Vishal Mishra |
| 2020 | Challon Ke Nishaan | Stebin Ben    |
| 2021 | Thoda Thoda Pyaar  | Stebin Ben    |
| 2021 | Kabhii Tumhhe      | Darshan Raval |
| 2022 | Real Hai           | Josh          |